# Zaanstreek
De Zaanstreek is een streek in Nederland en een van de oudste industriegebieden van Europa. Het ligt in de provincie Noord-Holland aan, en ten noorden van, het Noordzeekanaal. De Zaanstreek ligt aan weerszijden van de Zaan, die via het Noordzeekanaal uitmondt in het IJ en bevaarbaar is voor kleine kustvaarders. De huidige gemeente Zaanstad wordt volledig tot de Zaanstreek gerekend en wordt er vaak aan gelijkgesteld. Ten onrechte, aangezien ook Oostzaan, Wormerland en Markenbinnen (gemeente Alkmaar) hiertoe behoren.

## Naam en ligging
De inwoners van het gebied worden Zaankanters genoemd. De gebruikelijke lokale namen van de streek zijn "De Zaan" of "Het Zaantje". Welk gebied precies als Zaanstreek betiteld wordt, staat niet vast. Officieel noemen de gemeenten Zaanstad, Wormerland en Oostzaan zich gezamenlijk Zaanstreek, hoewel bijvoorbeeld de inwoners van de Wijdewormer zichzelf eerder als Waterlanders beschouwen. Historisch en geografisch worden ook het gedeelte van de voormalige gemeente Graft-De Rijp ten zuiden van het Noordhollandsch Kanaal (Markenbinnen, de Starnpolder, Kogerpolder en Oostwouderpolder, thans deel van gemeente Alkmaar) en de delen van de gemeenten Castricum en Uitgeest ten oosten van de Crommenije en het Uitgeestermeer/Alkmaardermeer (de Westwouderpolder en polder Het Woud) tot de Zaanstreek gerekend. Oorspronkelijk werd ook het deel van Amsterdam-Noord ten westen van het riviertje het Twiske en het Zijkanaal I gezien als deel van de Zaanstreek. Namen als Oostzanerwerf, Oostzanerdijk en Tuindorp Oostzaan herinneren nog hier nog aan. Tegenwoordig wordt de ring A10 als grens gezien.

### Plaatsen
De plaatsen in de Zaanstreek zijn:
- Assendelft (zelfstandige gemeente tot 1974)
- Jisp (zelfstandige gemeente tot 1991)
- Koog aan de Zaan (zelfstandige gemeente tot 1974)
- Krommenie (zelfstandige gemeente tot 1974)
- Markenbinnen
- Oostknollendam
- Oostzaan (zelfstandige gemeente)
- Westknollendam
- Westzaan (zelfstandige gemeente tot 1974)
- Wormer (zelfstandige gemeente tot 1991)
- Wormerveer (zelfstandige gemeente tot 1974)
- Zaandam (zelfstandige gemeente tot 1974)
- Zaandijk (zelfstandige gemeente tot 1974)

Nauerna, Molletjesveer en Krommeniedijk worden door de bewoners soms als dorp beschouwd, maar zijn geen officiële woonplaatsen.

## Zaanse Schans

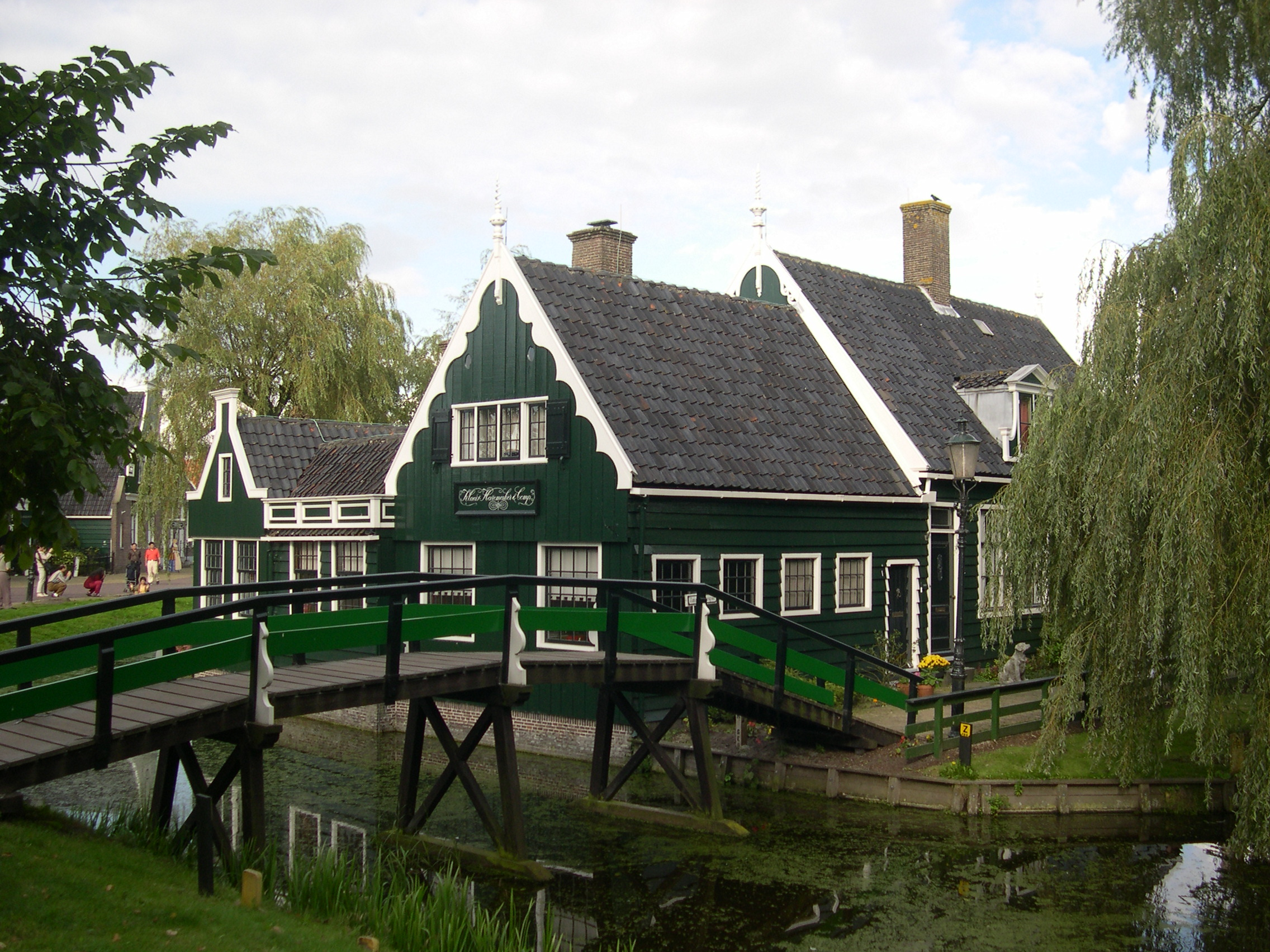
Typisch Zaanse huizen.

Ter hoogte van Zaandijk, in het noorden van Zaandam, ligt de Zaanse Schans, het is een openluchtmuseum van oude Zaanse woningen, pakhuizen en molens die in de jaren 50 en 60 vanuit de streek naar hier zijn overgeplaatst.

## Molens en industrieën

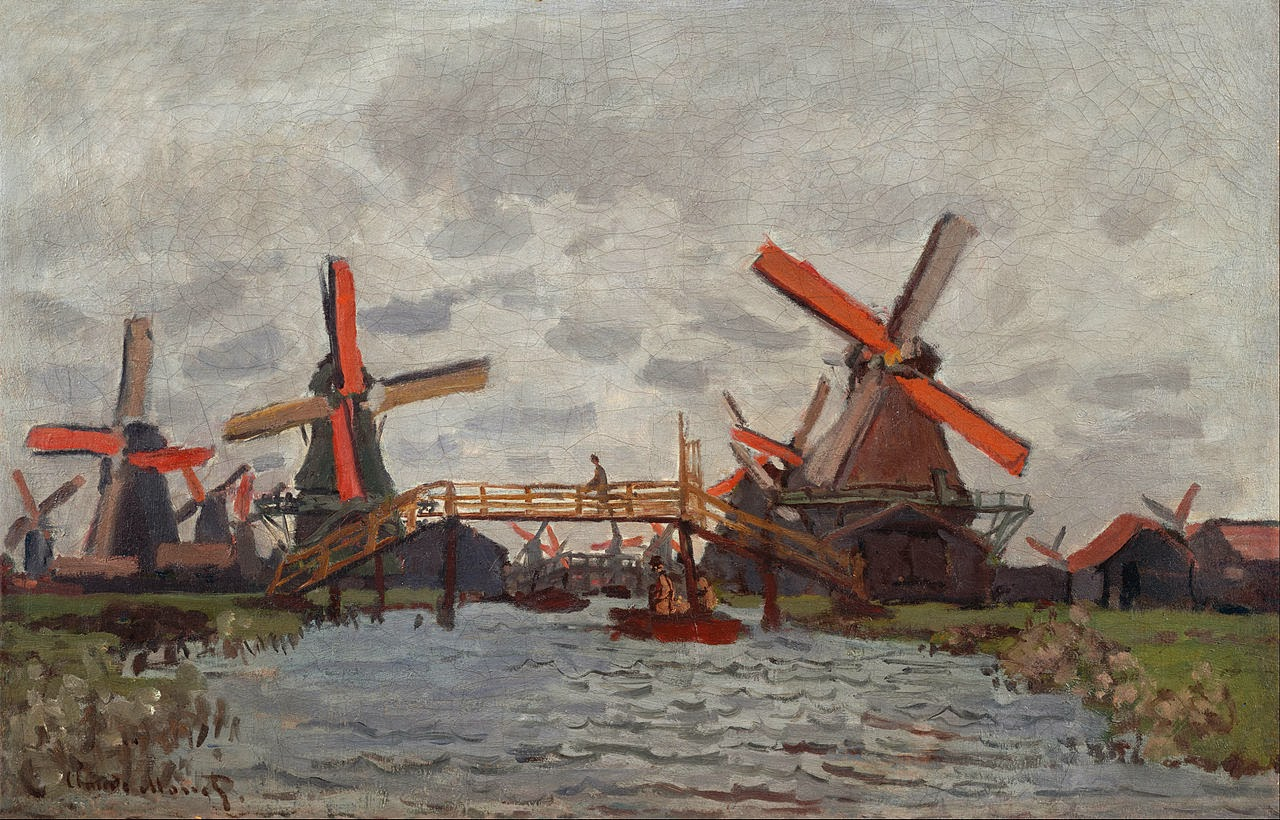
Molens in het Westzijderveld bij Zaandam, geschilderd door Claude Monet.

Belangrijke industrieën zijn houtverwerking en voedingsmiddelenindustrie. Ooit was de Zaanstreek de provisiekast van Nederland. Er hebben honderden molens gestaan. Op het hoogtepunt, rond 1720, waren er circa 600 molens gelijktijdig in bedrijf. In totaal hebben ongeveer 1100 verschillende molens hun wieken gedraaid in de Zaanstreek. Tientallen molens zijn in de loop der eeuwen herbouwd doordat hun voorganger werd verwoest door brand of storm. Ook werden er wel molens verplaatst.
In de 17e en 18e eeuw kende men een grote economische voorspoed. Er was in Europa geen streek te vinden waar op zo'n kleine oppervlakte zoveel verschillende nijverheid te vinden was. Weverijen, stijfselfabrieken, zeildoekmakerijen, papier, tabak, verf, kaarsen, snuif, blauwsel, cacao, kuiperijen, smederijen, traankokerijen, houtzagerijen, scheepsbouw, zeevaart, handel en veeteelt, alles was aan de boorden van de Zaan te vinden. Ook de walvisvaart was belangrijk, bijna elk dorp in de Zaanstreek deed er aan mee. In het jaar 1697 kwamen er 78 Groenlandvaarders met de vlag in top tegelijkertijd op hun thuisreis de Zaan opvaren. Zij brachten bijna 40.000 vaten walvisspek binnen.
Met de komst van de stoommachine verdwenen de meeste molens uit het landschap. Mede dankzij de in 1925 opgerichte vereniging de Zaansche Molen zijn er in de streek nog een 15 tal industriemolens te behouden gebleven. De streek is ook bekend om de vele houten huizen, doorgaans in typerend groen en wit geschilderd. Hiervan zijn nog veel voorbeelden aanwezig. Een goede indruk van de traditionele Zaanse bouwstijl krijgt men op de Zaanse Schans.

## Taal
Hoewel het Algemeen Nederlands door vrijwel de hele oorspronkelijke bevolking van de Zaanstreek gesproken wordt, is het Zaanse dialect nog aanwezig en geniet het in de laatste jaren een toenemende belangstelling. Van de Zaanse volkstaal werd door dr. Boekenoogen in 1897 een lijvig woordenboek van 1368 pagina's gemaakt: De Zaansche volkstaal. Bijdrage tot de kennis van den woordenschat in Noord-Holland.

## Trivia
- Een inwoner van de Zaanstreek wordt een Zaankanter genoemd.
- De Zaanstreek heeft een eigen netnummer: 075.
- In de regio speelden twee betaaldvoetbalclubs: ZFC Zaandam, dat werd terugverwezen naar de amateurs tijdens de grote sanering van 1971, en FC Zaanstreek tot 1967. In 1967 fuseerde de FC met Alkmaar '54 tot het huidige AZ dat in Alkmaar speelt. De jeugdopleiding van AZ en het tweede elftal spelen op de Zaanse Kalverhoek.
- De regio heeft een eigen ziekenhuis: Zaans Medisch Centrum.
- Het bekende Duivekater-brood komt uit deze regio.